# Мирской вестник
«Мирско́й ве́стник» — ежемесячный журнал, выходивший в Санкт-Петербурге с 1863 по 1885 год.

## История
Народный журнал «Мирской вестник» издавался с 1863 года ежемесячно.
Издатель-редактор — А. Ф. Гейрот.
Консервативный журнал «для народа». Основное место занимали разъяснение правительственных распоряжений, относящихся к крестьянам, и религиозное чтение. Кроме того, сообщались сведения о деятельности волостных старшин, сходов и судов, практические советы по ведению крестьянского хозяйства, биографии исторических деятелей, исторические статьи фактографического характера, популярные статьи естественнонаучного содержания. В 80-х годах большое место в издании занимали религиозно-нравственные сентенции.
С 1886 года издавался под названием «Чтение для народа».